# Michael Moshonov

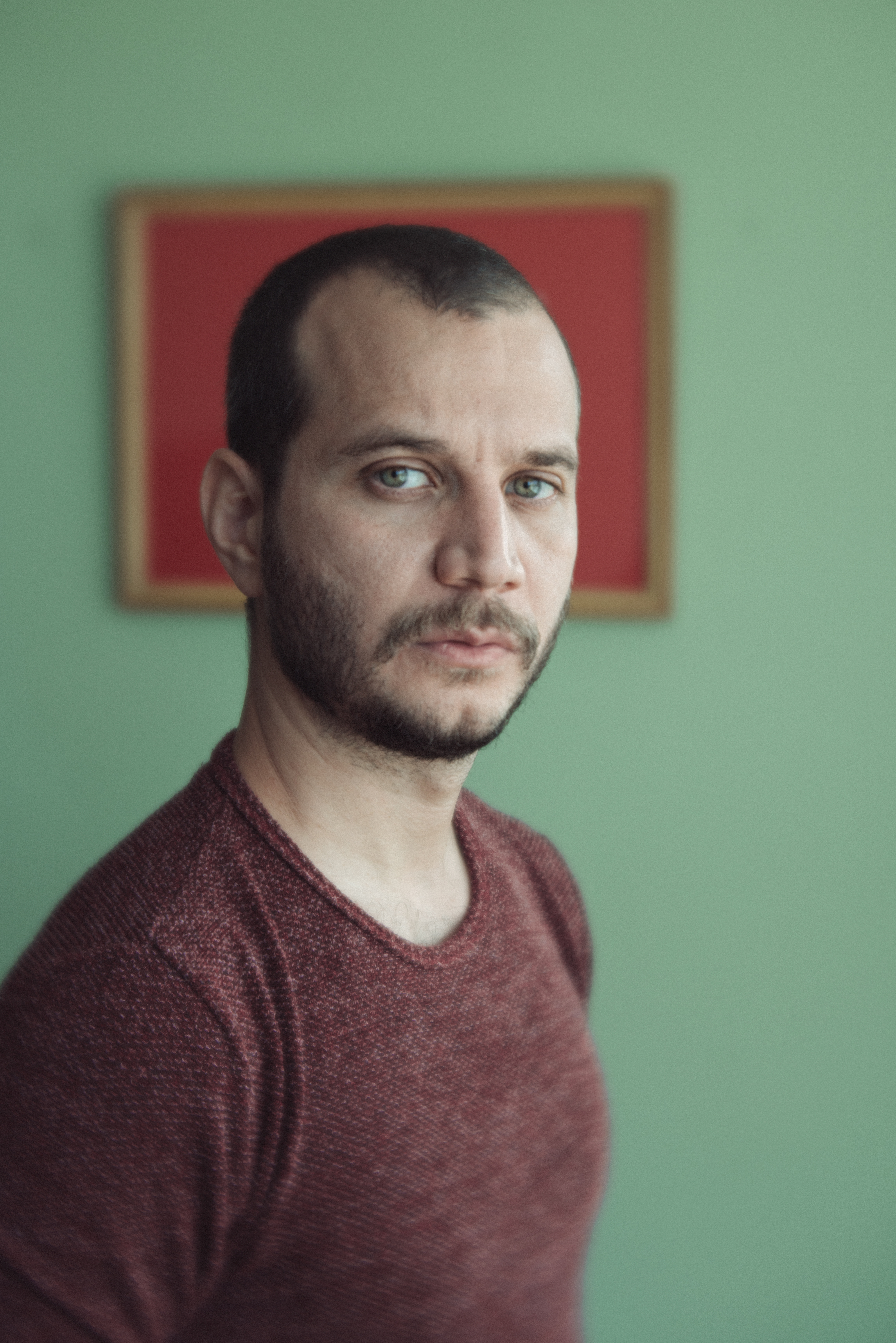
Michael Moshonov, 2020

Michael Moshonov (* 3. März 1986 in Tel Aviv) ist ein israelischer Schauspieler, Rapper und Musiker.

## Leben
Moshonov wurde in Tel Aviv als Sohn der Schauspieler Moni Moshonov (* 1951) und Sandra Sade (* 1949) geboren. Seine Schwester Alma Sadé ist Opernsängerin. Der Vater ist bulgarischer, die Mutter rumänischer Abkunft.
Moshonov trat bereits seit 1990 als Kinderdarsteller in Fernsehfilmen auf, meistens an der Seite seines Vaters. Er studierte Schauspiel am Yoram Levinsteins Arts Studio in Tel Aviv. Seine erste Rolle in einem Fernsehspielfilm hatte er in Restless von Amos Kollek, der bei der Berlinale 2008 mit dem Preis der Guild of German Art House Cinemas ausgezeichnet wurde. Inzwischen war Moshonov an über 40 Filmproduktionen als Schauspieler beteiligt. Er wird von Tobias Diakow oder Asad Schwarz synchronisiert.
Für die israelische Kinder- und Jugendfilmserie hat er die Filmmusik komponiert. Moshonov ist Mitglied der israelischen Hip-Hop-Gruppe Cohen & Mushon.